# Edith Wolff
Edith Wolff (Berlín, Imperio alemán, 13 de abril de 1904-Haifa, Israel, 28 de enero de 1997) fue un miembro de la resistencia alemana al nazismo que ayudó a niños y adolescentes judíos a sobrevivir la Alemania nazi y que luego trabajó para el lugar conmemorativo Yad Vashem en Israel.

## Biografía
Edith Wolff nació en una familia judeocristiana: su padre era de una familia judía y su madre de una familia cristiana. Fue educada en la fe protestante. Después de graduarse de la escuela en 1925, estudió Filosofía, pero no terminó sus estudios. Para protestar la persecución nacionalsocialista de los judíos, en 1933 se convirtió al judaísmo. Además fue una pacifista y sionista.
Empezó a distribuir cartas, postales y notas anónimas con mensajes contra el nacionalsocialismo. Además se comprometió en una organización humanitaria judía, donde conoció a Jizchak Schwersenz, otro sionisto judío, con quien forjó una estrecha amistad y con quien luego ayudó a judíos a esconderse. En el otoño de 1941, Edith Wolff se enteró de las primeras deportaciones de Berlín a los campos de concentración. Buscó posibilidades de una huida para judíos, pero sus esfuerzos fracasaron. Entonces intentó convencer a los perseguidos a pasar a la clandestinidad. Organizó alojamiento, comida y documentos falsos para judíos escondidos. En 1942 Jizchak Schwersenz también tuvo que esconderse. Edith Wolff lo escondió primero en el apartamento donde vivía con sus padres. Luego le ayudó a encontrar otras posibilidades de alojamiento y le consiguió documentos falsos. Durante un año y medio Jizchak Schwersenz vivió en la clandestinidad bajo varios nombres falsos.
En febrero de 1943 Edith Wolff y Jizchak Schwersenz fundadron un grupo juvenil sionista en la clandestinidad. Al final el grupo comprendía a cuarenta niños y adolescentes judíos. Querían oponerse a la persecución nacionalsocialista y luego emigar juntos a Palestina.
En el verano de 1943, Edith Wolff fue citada a la Gestapo. Pudo ocultar sus contactos a judíos en la clandestinidad, pero el 11 de enero de 1944 fue condenada a dos años de presidio por pasar cartillas de racionamiento. Cumplió la pena de prisión en muchos campos de concentración y prisiones diferentes. Fue liberada por el Ejército Rojo en 1945.
Mientras tanto, en febrero de 1944, Jizchak Schwersenz logró huir a Suiza y entró en contacto con la organización sionista Hechaluz en Ginebra. Por eso el grupo juvenil sionista en la clandestinidad en Berlín recibió apoyo desde Suiza. La mayoría de sus miembros sobrevivieron el final de la Segunda Guerra Mundial.
Edith Wolff y Jizchak Schwersenz se reencontraron en Suiza en 1950 y emigraron a Israel pocos años después. Edith Wolff trabajó, entre otras cosas, para el lugar conmemorativo Yad Vashem. Además se comprometió en el entendimiento entre judíos y árabes. Murió el 28 de enero de 1997 en Haifa.

## Premios y reconocimientos
- Medalla del Mérito de la Orden del Mérito de la República Federal de Alemania (Cruz Federal al Mérito)[3]